# Kraina Belić
Kraina również Krajn (gr.: Κραινα, Kraina) – władca Trawunii około połowy IX wieku. 
Kraina pochodził z trebińskiej dynastii Beliciów i był synem założyciela dynastii Belaesa. Jako żupan Trawunii poślubił około 850 roku córkę księcia serbskiego Włastimira. W wyniku zawartego małżeństwa przyjął tytuł księcia (archonta) trebińskiego i uznał zwierzchnictwo swego teścia. Zależność od Serbii jego następcy mieli uznawać do połowy X wieku. W II połowie X wieku Trawunia uzależniła od siebie księstwo Dukli. Po 867 roku doszło również do chrztu władcy trebińskiego. W następnych latach wsparł on akcję chrystianizacyjną prowadzoną przez łacińskich i greckich kapłanów z bizantyńskiej Dalmacji. Dla utrwalenia dzieła chrystianizacji powstało biskupstwo Trebinja na Trebińskim Polu. Nie wiadomo czy wydarzenia te nastąpiły jeszcze za panowania księcia Krainy czy też już jego następcy. W. Frančić uważa Krainę za ojca Chwalimira.